# Gertrud Koch (Widerstandskämpferin)

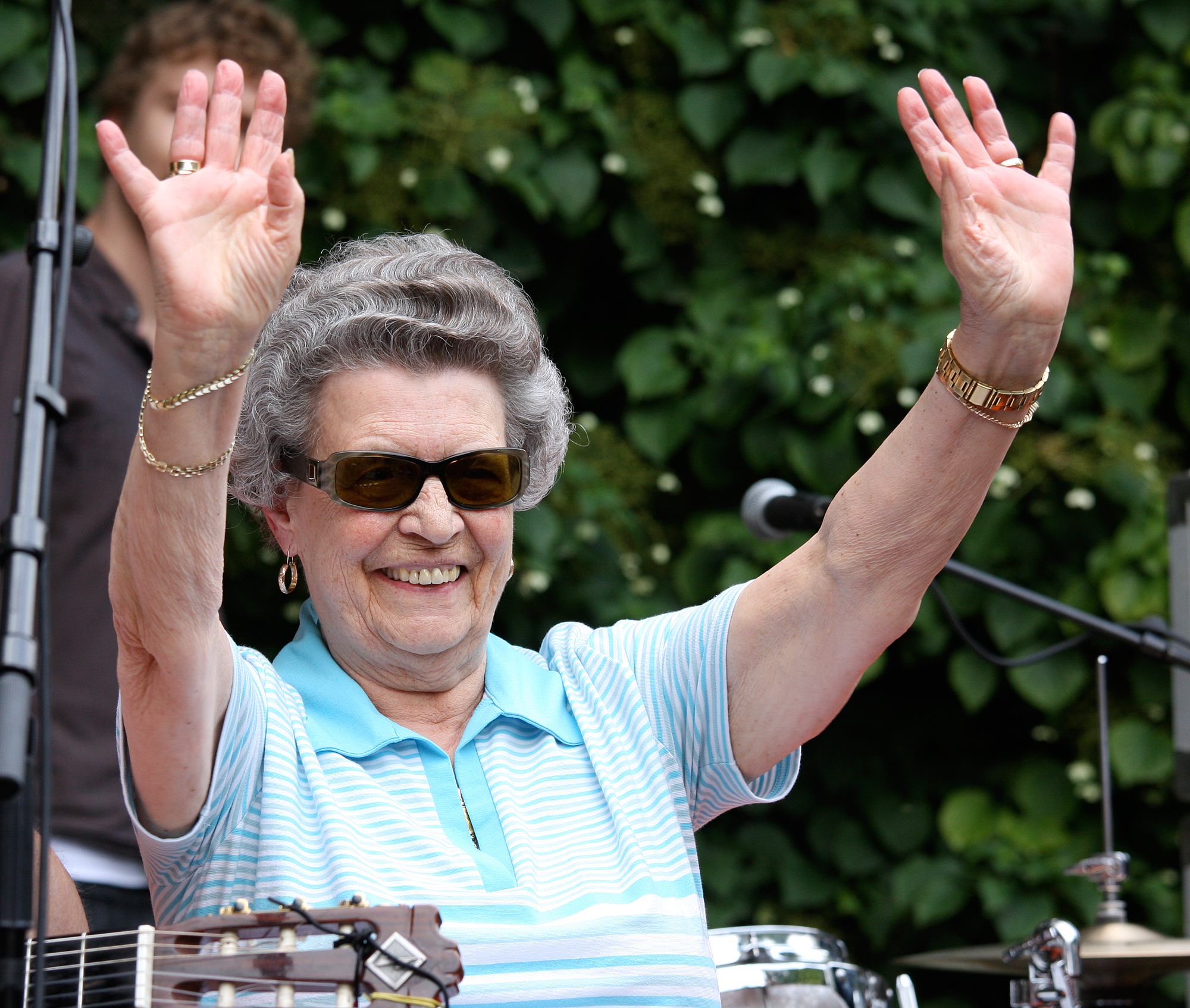
Gertrud Koch im Friedenspark beim Edelweißpiratenfestival in Köln am 28. Juni 2009

Gertrud Koch (* 1. Juni 1924 in Köln; † 21. Juni 2016 ebenda) leistete während des Zweiten Weltkriegs in einer Gruppe der Kölner Edelweißpiraten Widerstand gegen den Nationalsozialismus.

## Leben
Gertrud (genannt „Mucki“) Koch, geborene Kühlem, wurde als Tochter eines Kesselschmieds und einer Apothekerin in Köln geboren. Ihr Vater war Kommunist; er starb im KZ Esterwegen. Vor der Gleichschaltung der Jugendorganisationen in der Hitlerjugend war sie Mitglied der Roten Jungpioniere. Gertrud Koch weigerte sich, dem Bund Deutscher Mädel beizutreten, und gründete mit Freunden aus Köln und Düsseldorf nach dem Verbot der Roten Jungpioniere eine informelle Gruppe, die der Nähe der Edelweißpiraten zuzurechnen ist und sich im weiteren Verlauf der Ereignisse zunehmend politisierte.
In Köln bildeten sich zu dieser Zeit weitere Gruppen von Edelweißpiraten. Einige Menschen dieses Umfelds gingen 1944 zusammen mit Hans Steinbrück in den Untergrund. Während die älteren, sogenannten „Navajos“ aus der Kölner Südstadt HJ-Streifen angriffen und die Ehrenfelder Gruppe auch mit militanten Aktionen gegen das Regime kämpfte, erstellte und legte die Gruppe um Gertrud Koch Flugblätter aus und schrieb Parolen an Hauswände und Eisenbahnwaggons. Ein Text der Edelweiß-Gruppe lautete zu Beginn ihrer Flugblattaktionen im Sommer 1942 etwa:

„Macht endlich Schluss mit der braunen Horde! Wir kommen um in diesem Elend. Diese Welt ist nicht mehr unsere Welt“

Die spektakulärste Aktion war ein „Flugblattregen“ aus der Kuppel des Kölner Hauptbahnhofs. In der Folge wurden Freunde und Bekannte verhaftet und in das berüchtigte EL-DE-Haus verschleppt, in dem die Gestapo ihren Sitz hatte. Gertrud Koch wurde – wie einige andere auch – nach Brauweiler ins Gefängnis verbracht. Weitere Mitglieder der Gruppe kamen in Strafkompanien an die Front. Koch erlitt die Folter und Schläge der Gestapo-Beamten, unter ihnen Josef Hoegen, war unter anderem zwei Monate in Einzelhaft und konnte nur durch ein Versehen aus der Haft im Gestapogefängnis Abtei Brauweiler entkommen. Sie wurde Zeugin, als in Ehrenfeld 13 Jugendliche der Ehrenfelder Gruppe öffentlich erhängt wurden. Günther Schwarz war mit sechzehn Jahren der Jüngste. Gemeinsam mit ihrer Mutter konnte Koch aus Köln fliehen und lebte die zwei Jahre bis zum Kriegsende auf einem Bergbauernhof im Allgäu.

## Nach dem Krieg
Nach dem Zweiten Weltkrieg engagierte sich Gertrud Koch für die Kommunistische Partei Deutschlands (KPD). Später arbeitete sie in der Drogenhilfe, sie lebte in Köln.
2005 gehörte sie zu den Mitbegründern des Kölner Edelweißpiratenfestivals, das seitdem jedes Jahr an die Musik der politisch resistenten Jugend der Nazizeit erinnert.
Gegen das Vergessen der Ereignisse in der nationalsozialistischen Zeit engagierten sich die Edelweißpiraten Gertrud Koch, Jean Jülich und Peter Schäfer mit verschiedenen Publikationen, Vorträgen und Aktionen. Dafür zeichnete der Landschaftsverband Rheinland im Mai 2007 alle drei mit dem Rheinlandtaler aus.
2008 wurde sie zusammen mit den Kölner Edelweißpiraten Jean Jülich, Wolfgang Schwarz und Fritz Theilen in Düsseldorf mit der Heine-Büste geehrt, die vom Düsseldorfer „Freundeskreis Heinrich Heine“ verliehen wird. Damit wurde ihre außerordentliche Aktivität im Sinne des kritischen und widerständigen Geistes des bedeutenden Dichters gewürdigt. Nachdem Jean Jülich bereits 1991 das Bundesverdienstkreuz am Bande bekommen hatte, bekamen nicht zuletzt aufgrund langjähriger Bemühungen von Jürgen Roters im April 2011 auch die übrigen fünf noch lebenden Mitglieder der Kölner Widerstandsgruppen das Bundesverdienstkreuz am Bande verliehen.
Koch starb 2016 im Alter von 92 Jahren. Nach der Einäscherung auf dem Kölner Westfriedhof wurde ihre Urne anonym auf dem Ostfriedhof beigesetzt.

## Posthume Ehrungen
- Anfang 2019 erhielt die zweite Gesamtschule der Stadt Troisdorf ihr zu Ehren den Namen „Gertrud-Koch-Gesamtschule“.[8]
- Im Juni 2024 erschien eine umfangreiche Studie zu ihrem Leben und Wirken auf haGalil.[2]
- Im August 2024 wurde eine Planstraße im Kölner Stadtteil Weidenpesch in Gertrud-Koch-Straße benannt.[9]

## Werk
- Gertrud Koch, Regina Carstensen: Edelweiß. Meine Jugend als Widerstandskämpferin. Rowohlt, Reinbek bei Hamburg 2006, ISBN 978-3-499-62093-5 (Autobiographie – aufgeschrieben von Regina Carstensen, Originalausgabe als rororo 62093, Taschenbuch).